# Schubkruintwijgtimalia
De schubkruintwijgtimalia (Malacopteron cinereum) is een zangvogel uit de familie Pellorneidae. De vogel komt voor in bosgebieden van de Indische Archipel en Indochina.

## Kenmerken
Dit is een typische twijgtimalia, een schuwe merendeels bruin gekleurde vogel, 15 cm lang. Deze vogel is lastig te onderscheiden van de roodkaptwijgtimalia die ongeveer in dezelfde habitat en gebieden voorkomt. De schubkruintwijgtimalia is iets kleiner, bruin van boven en licht van onder en heeft een roodbruine kruin. Hij verschilt van de roodkaptwijgtimalia door een roodbruine stuit, egale, lichtgrijze borst en lichtroze (in plaats van grijze) poten. Het roodbruin op de kruin lijkt "geschubd" door zwarte veertjes.

## Verspreiding en leefgebied
De schubkruintwijgtimalia is in geschikt habitat een algemeen voorkomende standvogel. Op Borneo komt de vogel vooral voor in ongerept regenwoud.
De soort telt vier ondersoorten:
- M. c. indochinense: oostelijk Thailand, Cambodja en centraal en zuidelijk Indochina.
- M. c. cinereum: Malakka, Sumatra, de noordelijke Natuna-eilanden en Borneo.
- M. c. niasense: Nias.
- M. c. rufifrons: Java.

## Status
De schubkruintwijgtimalia heeft een zeer groot verspreidingsgebied dat reikt van het schiereiland Malakka en Indochina over Sumatra, Java tot geheel Borneo. De grootte van de populatie is niet gekwantificeerd, maar het is merendeels een algemeen voorkomende vogel. Om deze reden staat deze twijgtimalia als niet bedreigd op de Rode Lijst van de IUCN.